# Distretto di Maqtaaral
Il distretto di Maqtaaral (in kazako: Мақтаарал ауданы) è un distretto (audan) del Kazakistan con capoluogo Zhetìsaj.